# Staraja Majna
Staraja Majna (in russo Старая Майна?) è un insediamento di tipo urbano della Russia europea, situato nell'oblast' di Ul'janovsk. È il centro amministrativo del rajon Staromajnskij.
Si trova 68 km a nord-est di Ul'janovsk, sulla riva sinistra del bacino di Kujbyšev.